# Kuwayamaea sapporensis
Kuwayamaea sapporensis är en insektsart som beskrevs av Matsumura, S. och Tokuichi Shiraki 1908. Kuwayamaea sapporensis ingår i släktet Kuwayamaea och familjen vårtbitare. Inga underarter finns listade i Catalogue of Life.